# Mardik Martin
Pour les articles homonymes, voir Martin.
Mardik Martin, né le 16 septembre 1936 à Bagdad (Irak) et mort le 11 septembre 2019 à Los Angeles (Californie), est un scénariste et acteur américain d'origine arménienne.

## Biographie
Né en Irak, Mardik Martin grandit au sein d'une famille aisée. Pour éviter d'être appelé sous les drapeaux, il fuit ce pays pour l'Amérique et arrivé à New York sans le sou. Dans son livre sur le New Hollywood, Peter Biskind relate que Mardik Martin avait dû laver la vaisselle afin de payer ses études à l'université de New York où il a rencontré et se lie d'amitié avec Martin Scorsese en 1961.
Il collabore aux premiers projets de Scorsese tel que It's Not Just You, Murray! et le semi-autobiographique Season of the Witch qui est finalement devenu Mean Streets. Il est également crédité de l'écriture du scénario des films acclamés de Scorsese tels que New York, New York et Raging Bull.

## Filmographie

### Comme scénariste
- 1964 : It's Not Just You, Murray! de Martin Scorsese (aussi acteur)
- 1971 : Revenge Is My Destiny
- 1973 : Mean Streets (Les Rues chaudes) de Martin Scorsese
- 1974 : Italianamerican
- 1977 : New York, New York de Martin Scorsese (aussi acteur)
- 1977 : Valentino de Ken Russell
- 1978 : La Dernière Valse (The Last Waltz) de Martin Scorsese
- 1978 : American Boy: A Profile of Steven Prince
- 1980 : Raging Bull (Comme un taureau sauvage) de Martin Scorsese (aussi acteur)
- 2008 : Mardik: Baghdad to Hollywood
- 2014 : The Cut de Fatih Akın (co-scénariste)

## Récompenses et distinctions

### Nominations
- 1981 : Golden Globe du meilleur scénario pour Raging Bull (de concert avec Paul Schrader)